# Talaiotische Siedlung von Sa Canova
Die talaiotische Siedlung von Sa Canova ist ein archäologischer Fundplatz einer der bronzezeitlichen Talaiot-Kultur (auch Talayot-Kultur) zugerechneten Siedlung auf der spanischen Baleareninsel Mallorca. Die Siedlungsreste befinden sich auf dem Landgut sa Canova de Morell im Gemeindegebiet von Artà in der Region (Comarca) Llevant, nahe der Bucht von Alcúdia an der Nordküste der Insel. Das genaue Alter der Siedlung ist nicht bekannt, als Entstehungszeit nimmt man die Zeit von 1300 bis 1000 v. Chr. an.

## Lage

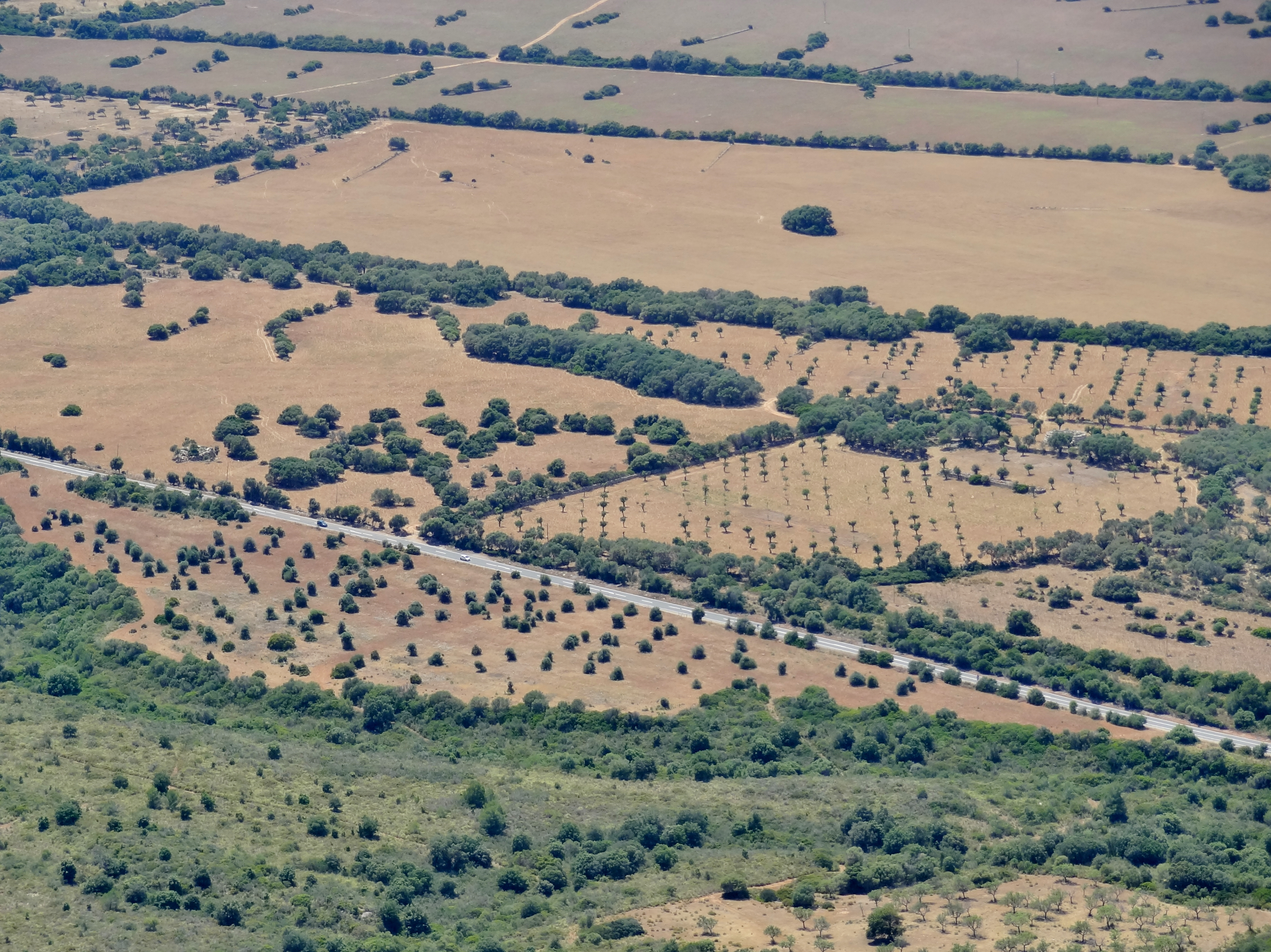
Standorte der Talaiots

Das Landgut sa Canova de Morell liegt am Westrand des Gemeindegebietes von Artà, nördlich der Hauptstraße MA-12, die Artà mit Can Picafort in der Gemeinde Santa Margalida verbindet, und westlich der von dieser Straße in Richtung Norden nach Colònia de Sant Pere, einem Ortsteil von Artà, führenden Landstraße MA-3331. Die prähistorischen Reste der talaiotischen Siedlung befinden sich dabei im östlichen Bereich des Landgutes, etwa 40 bis 250 Meter westlich der Straße zur Küste nach Colònia de Sant Pere.
Sa Canova de Morell ist in Privatbesitz, das Landgut ist, einschließlich der talaiotischen Siedlungsreste, von der Straße mittels eines durchgehenden Zaunes abgegrenzt. Am Kilometer 1,35 der MA-3331 besteht eine Einfahrt auf die Fläche des Gutes. Vom dortigen, meist verschlossenen Tor, neben dem der Zaun überstiegen werden kann, gelangt man zu den Talaiots der Siedlung, die bisher nicht vollständig archäologisch ausgegraben wurde.

## Beschreibung
Bei der talaiotischen Siedlung von Sa Canova handelt es sich um eine frühgeschichtliche Anlage mit zwei Türmen (Talaiots) der nach ihnen benannten Talaiot-Kultur. Der Name talaiot (katalanisch) sowie talayot (kastilisch) ist vom katalanischen Wort talaia für „Beobachtungs- und Wachturm“ abgeleitet, das seinen Ursprung im arabischen atalaji für „Wache“ hat. Einer der Türme in Großsteinbauweise, der so genannten Zyklopen-Technik, hat einen quadratischen Grundriss, der andere ist rund. Man vermutet hier den Standort einer früheren Kultstätte. Beide Talaiots sind im spanischen Erberegister als Monumente (Bienes de Interés Cultural) aufgeführt.

### Sa Clova des Xot
Aus den Überresten der in runder Form angelegten Siedlung ragen die Grundmauern des als Talaiot de sa Canova bekannten Rundturmes 250 Meter westlich der Straße als eindrucksvolles Zeugnis der Baukunst dieser frühen Megalithkultur heraus. Der bei den Einheimischen auch als sa Clova des Xot bezeichnete Talaiot hat einen Durchmesser von 16,2 Metern und eine Resthöhe von 5,5 Metern.
Im Zentrum des Innenraumes steht eine massive 4,2 Meter hohe Steinsäule aus fünf aufeinander liegenden Blöcken. Die Außenmauern des Turmes bestehen aus sechs Steinschichten, deren Steinplatten bis zu 3,9 Meter lang und 1,1 Meter dick sind. Nach Nordosten öffnet sich das Bauwerk zu einem Zugang, dessen Türsturz nicht mehr besteht.

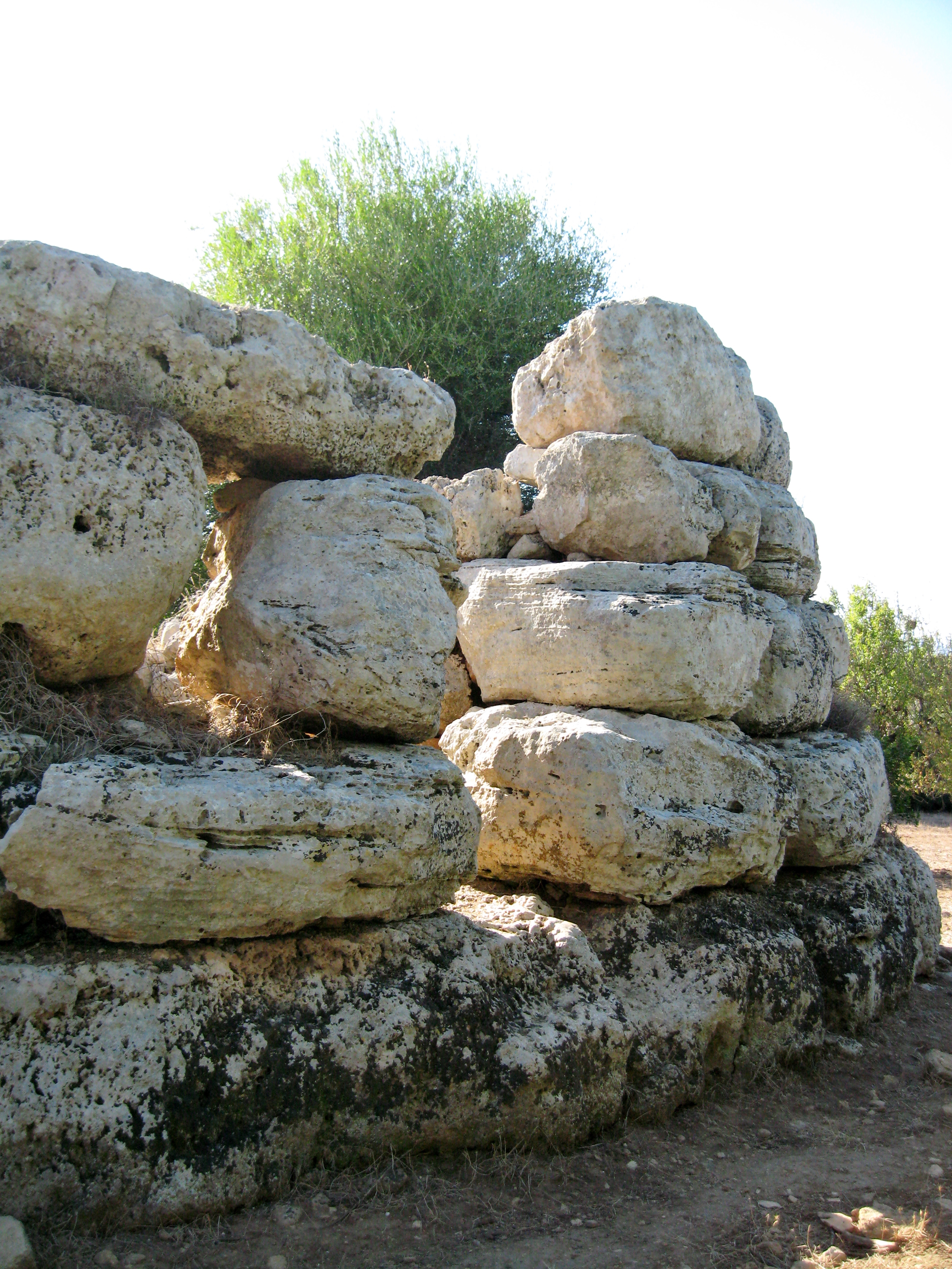
Eingangsbereich des Clova des Xot
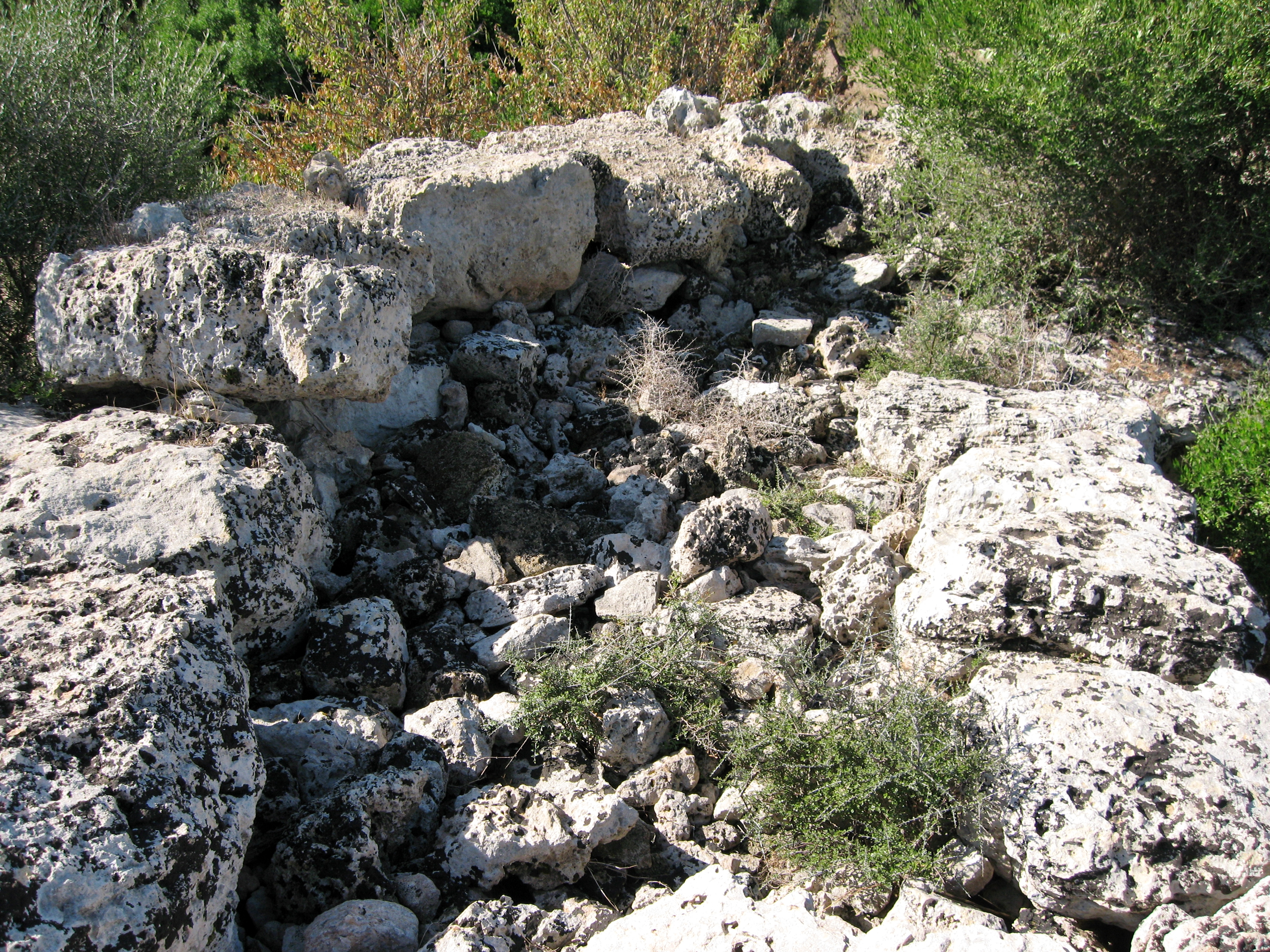
Wandaufbau zwischen den Großsteinblöcken
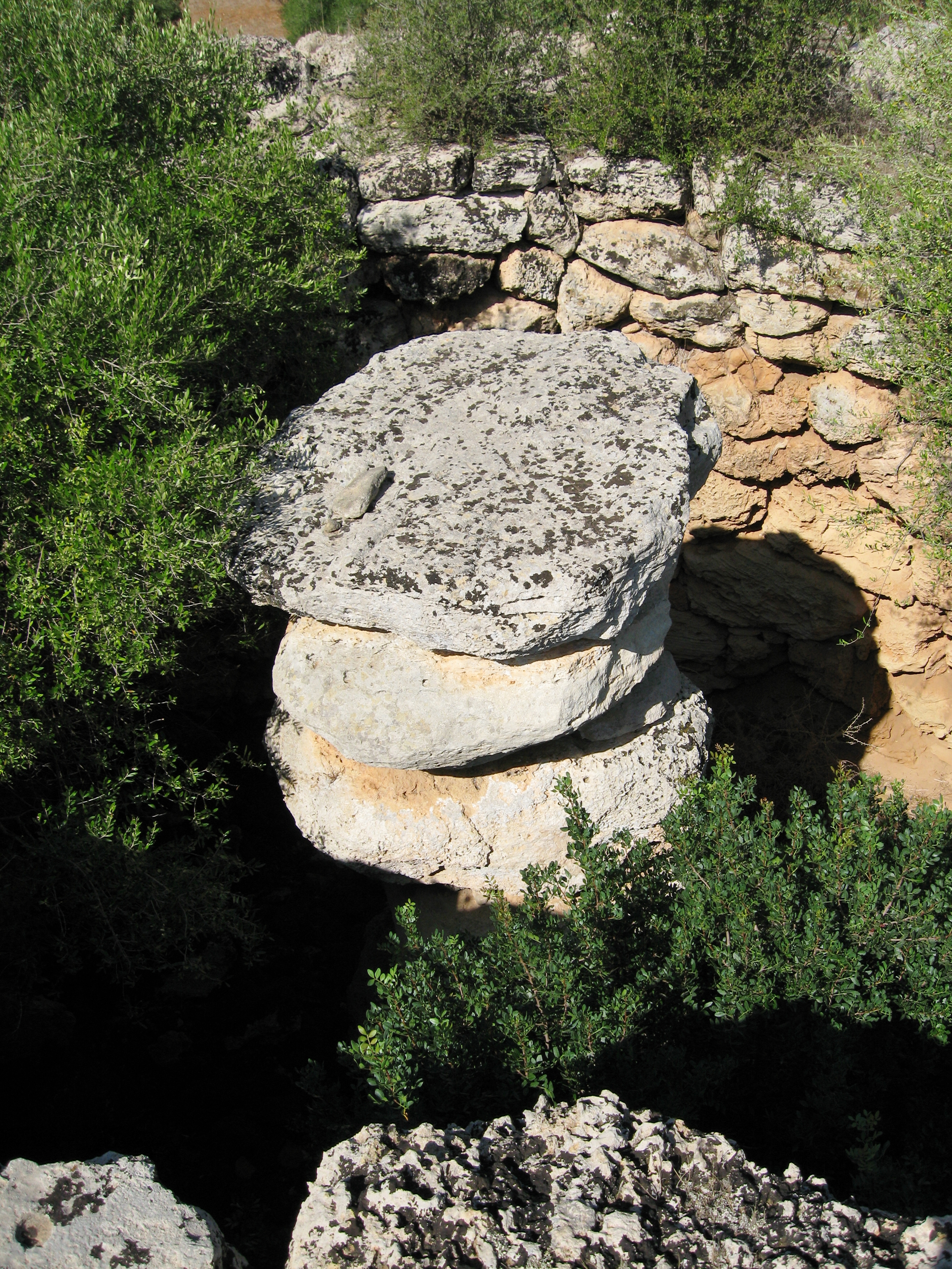
Steinerne Säule in der Mitte des Talaiot
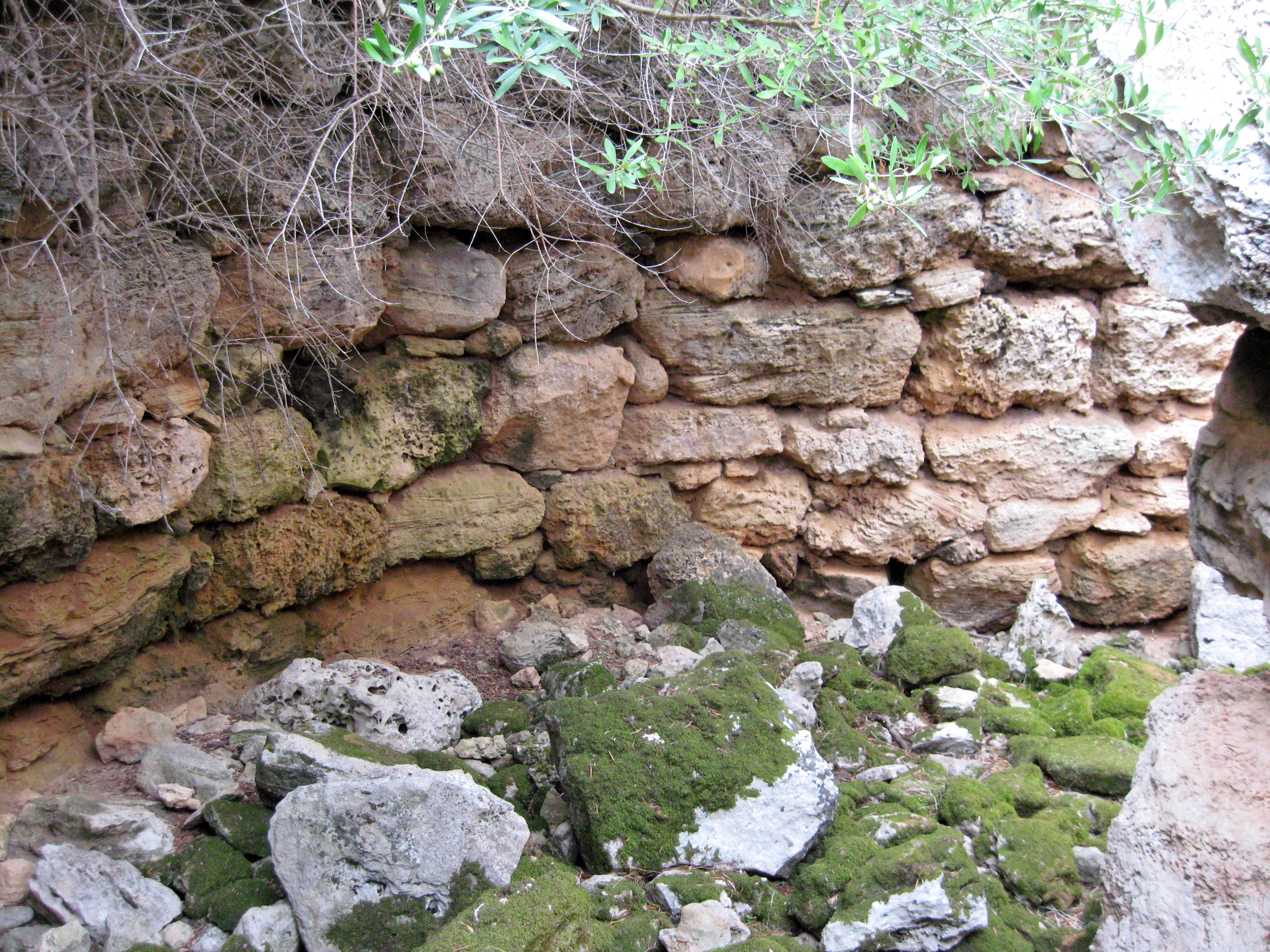
Innenraum des prähistorischen Turmes

### Talaiot de ses Llenques
Der weit weniger markante quadratische Turm der Siedlung, der Talaiot quadrat de ses Llenques, befindet sich 40 Meter neben der Landstraße nach Colònia de Sant Pere, etwa 320 Meter südöstlich des Clova des Xot. Im Gegensatz zu diesem ist der quadratische Talaiot mit seinen 10,5 Metern Länge und bis zu 4 Metern Höhe weniger gut erhalten.
Die Großsteinblöcke des Turmes sind kleiner und unregelmäßiger aufeinander geschichtet als die des runden Talaiots der ehemaligen Siedlung. Er hat einen südöstlichen Eingang, durch den der Innenraum jedoch nicht mehr betreten werden kann, da dieser fast vollständig mit Schutt ausgefüllt ist. Außer an der Südwestseite ist der quadratische Turm mit Buschwerk bewachsen, das die Sicht auf die Mauerreste verhindert.

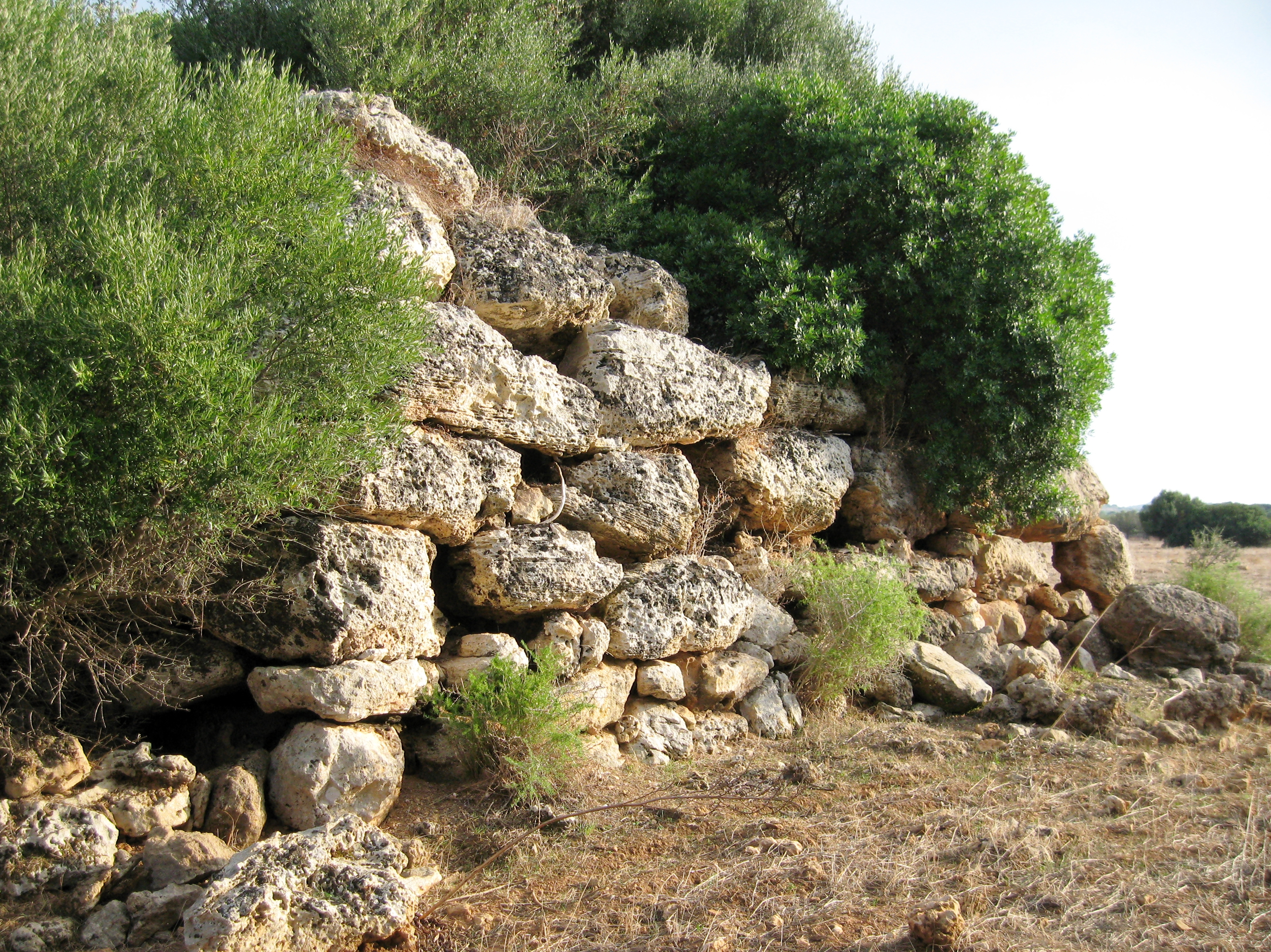
Nördliche Ecke und Nordwestseite des Talaiot
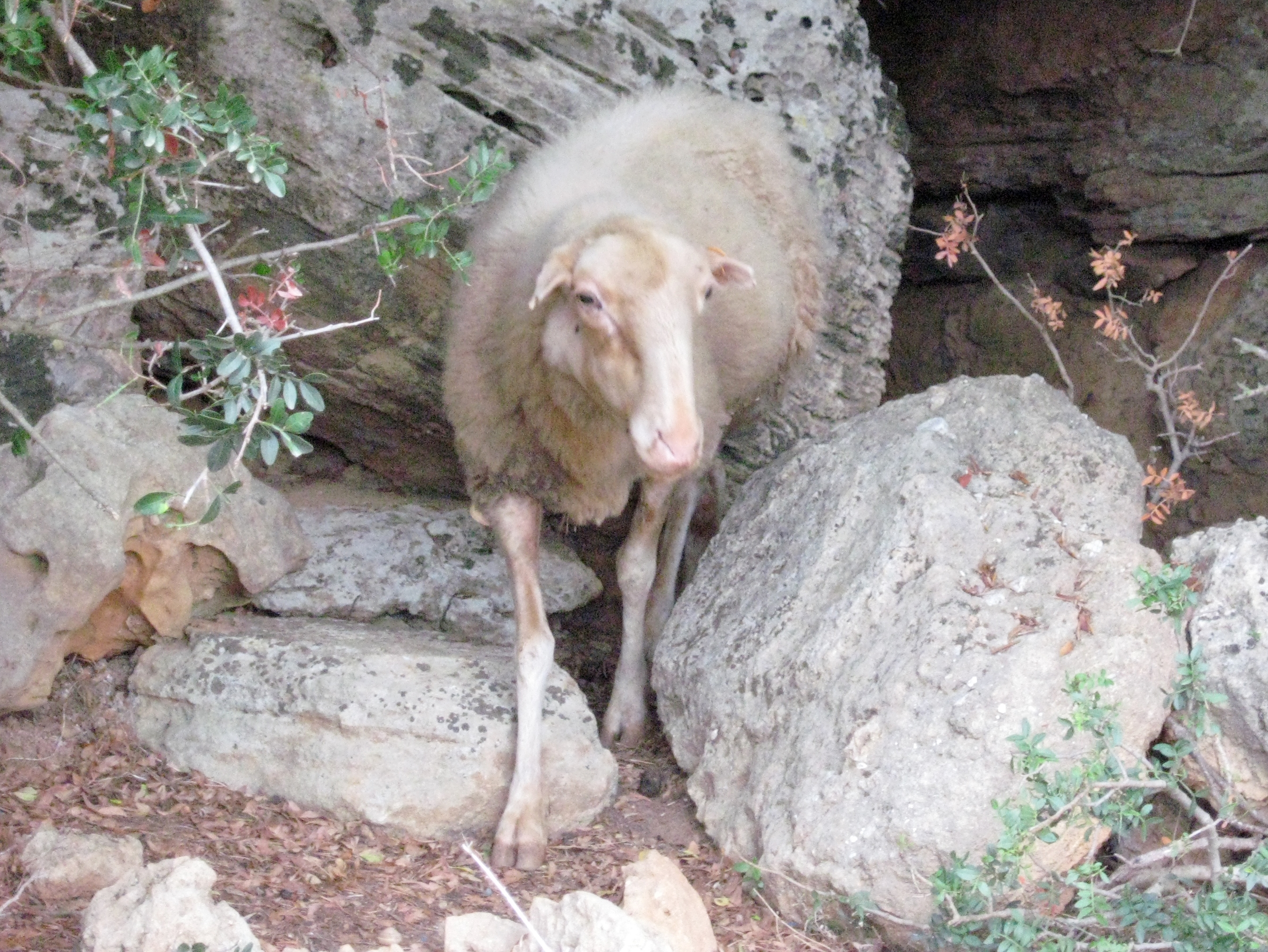
Heutiger Nutzer der Turmruine
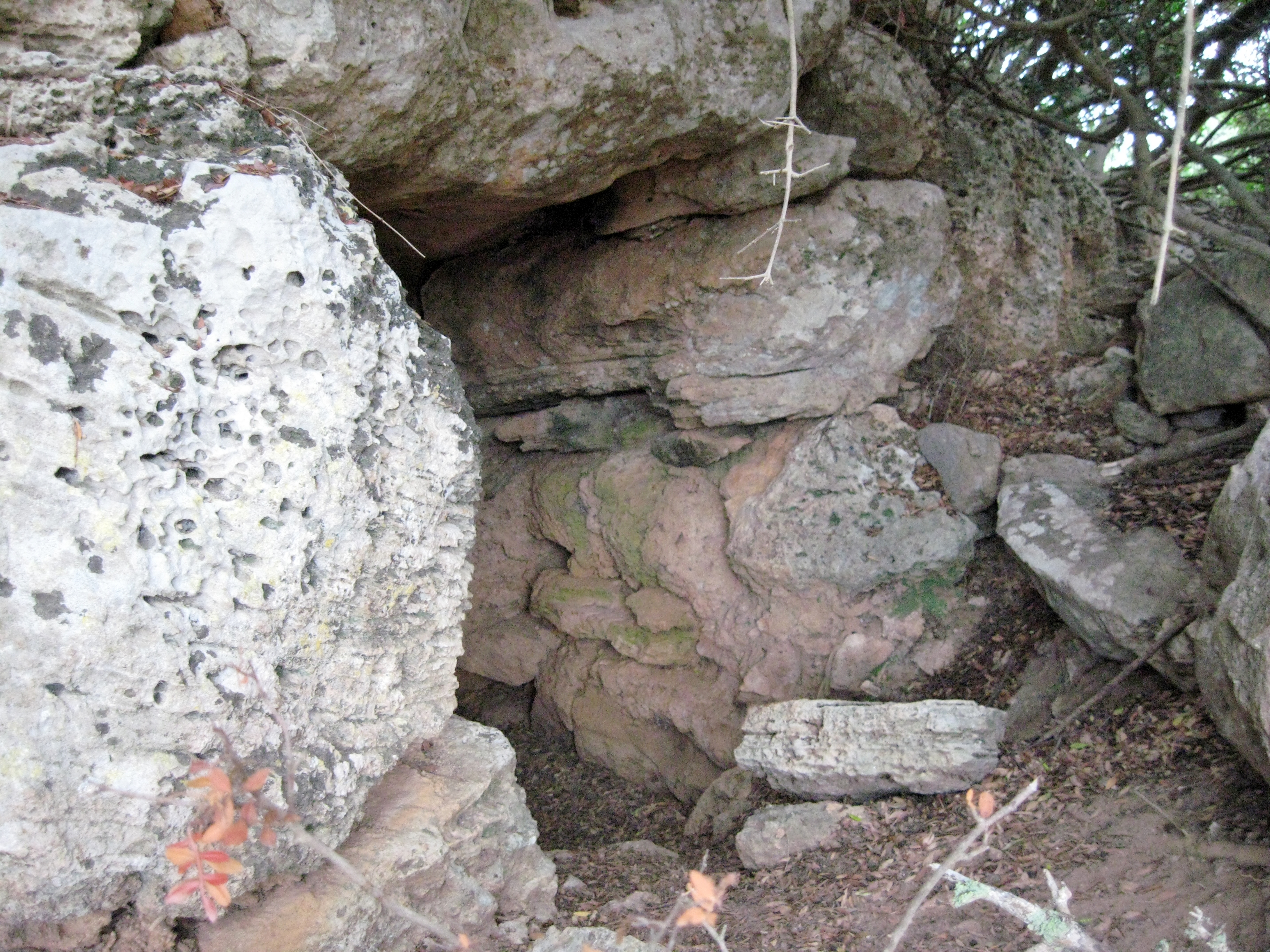
Ehemaliger Eingangsbereich
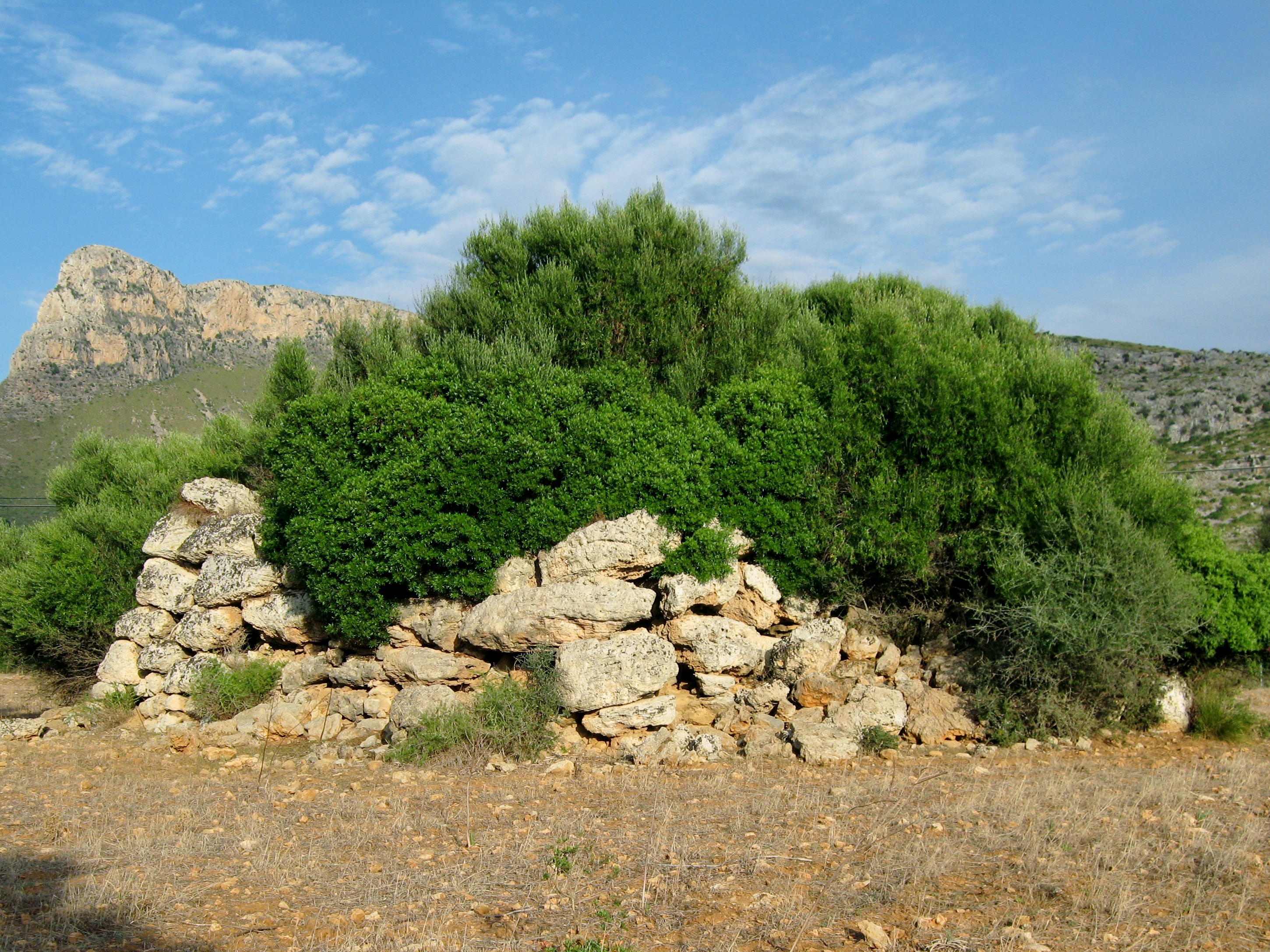
Westliche Ecke des Großsteinbaus

## Geschichte

### Zeitabschnitt des Talaiotikum
Das Zeitalter des Talaiotikum auf Mallorca reichte von etwa 1300 v. Chr. bis zur römischen Eroberung der Insel im Jahr 123 v. Chr. Bei der Talaiot-Kultur handelt es sich um eine Megalithkultur zwischen dem Ende der Bronze- und dem Beginn der Eisenzeit, gekennzeichnet durch Türme und andere Bauten in Großstein-Bauweise. Ähnliche Bauwerke entstanden in diesem Zeitraum auch auf Menorca, Korsika, Sardinien und Pantelleria. Das Talaiotikum wird in vier Abschnitte eingeteilt, wobei die ersten beiden bzw. die letzten beiden dieser Zeitabschnitte zueinander geringere Unterschiede aufweisen.
Die Zeit des Talaiotikum I, beginnend um 1300 v. Chr., ist gekennzeichnet durch das Aufkommen unterirdischer Grabstätten und einzelstehender Türme in besagter Megalith-Bauweise, der sogenannten Zyklopen-Technik. Im Talaiotikum II, ab ca. 1000 v. Chr., kamen ummauerte Einfriedungen der Siedlungen hinzu. Aus diesen beiden Abschnitten der ersten Periode der Talaiot-Kultur sind Fundstücke aus gewöhnlicher Keramik, Begräbnis-Keramik, Bronze-Waffen und -Werkzeuge und bearbeitete Knochen bekannt.
In den Bodenschichten, die den Jahren nach 800 v. Chr. zugerechnet werden, fand man zusätzlich zu Keramiken und Figuren aus Bronze auch Gegenstände aus Blei und Eisen. Verschiedene Fundstücke lassen auf einen beginnenden Handel mit den Karthagern schließen, die um 654 v. Chr. eine Handelsniederlassung auf Ibiza gründeten. Die Siedlungen erhielten in diesem Abschnitt des Talaiotikum III Anbauten mit rechteckigem Grundriss sowie Hypostylos-Säle (Säulensäle) und durch Ausgrabungen kann auf einen Stierkult mit Feuerbestattung geschlossen werden.
Im Talaiotikum IV ab etwa 500 v. Chr. ging man zur Bestattungsform in Fötusstellung (in Kalk) über. Baulich entstanden Heiligtümer (Sanktuarien) und bei den Keramiken kamen Nachbildungen karthagisch/phönizischer und römischer Formen auf, was als Akkulturation bezeichnet wird. Die offensive Bewaffnung (Schwerter, Messer, Lanzenspitzen) sowie die Vielfalt der Werkzeuge nahm an Bedeutung zu. Der Einfluss anderer mittelmeerländischer Zivilisationen führte zu einer allmählichen Veränderung der einheimischen Kultur, was nicht nur an den Fundstücken damaliger Haushaltsgeräte, sondern auch an denen spiritueller und künstlerischer Werke deutlich wird, wie zum Beispiel Helden- und Krieger-Ikonen (kleine Statuen, bekannt unter dem Namen „Mars Balearicus“).

Rekonstruktionen einer Talaiotsiedlung
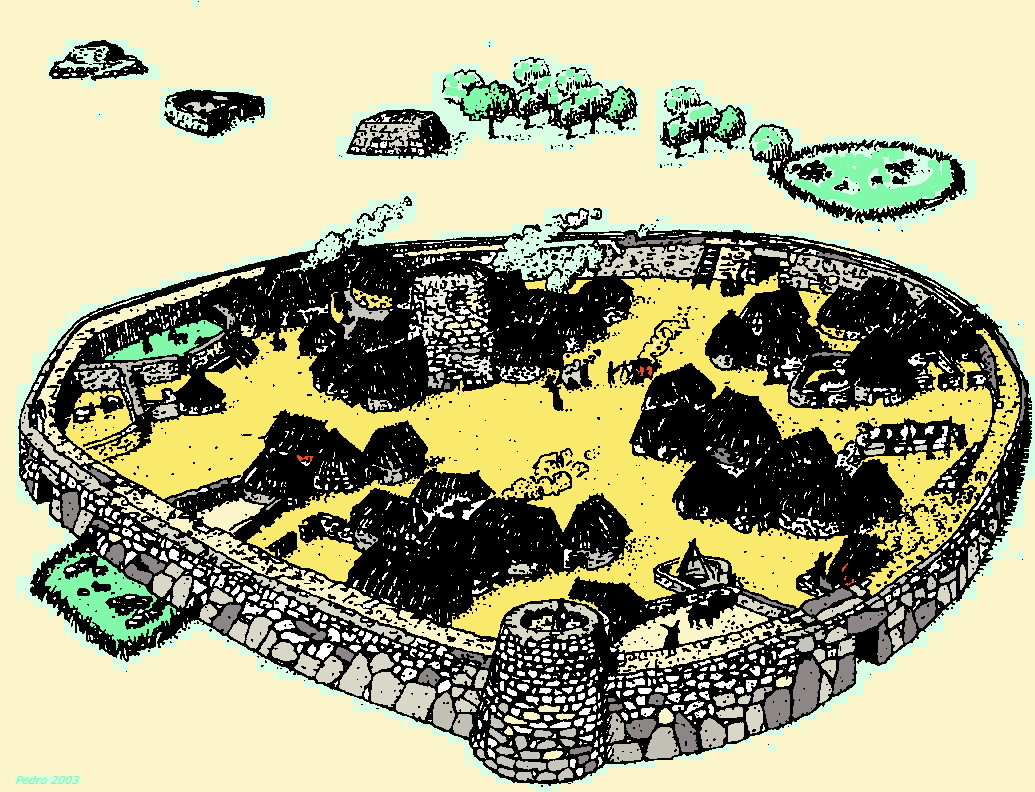
Siedlungsansicht
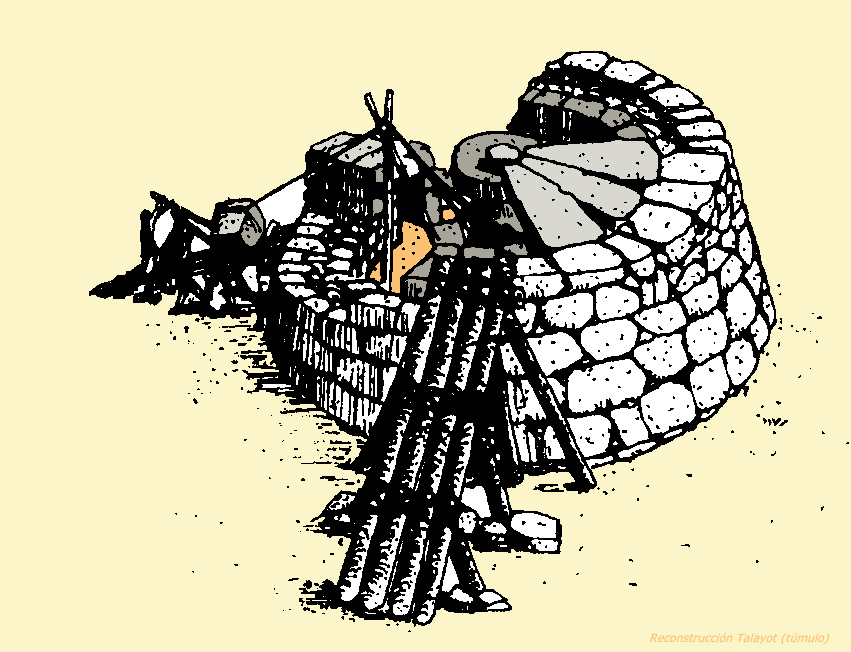
Bau eines Talaiot / Schnitt
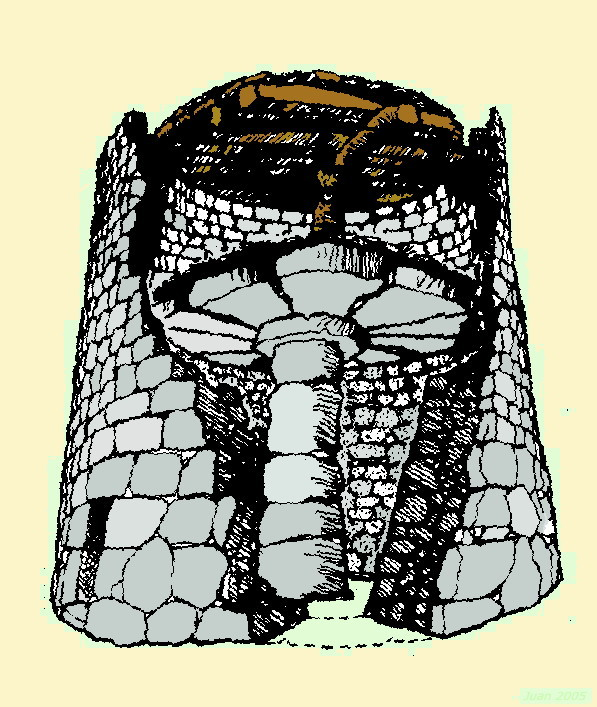
Talaiot mit 2. Etage
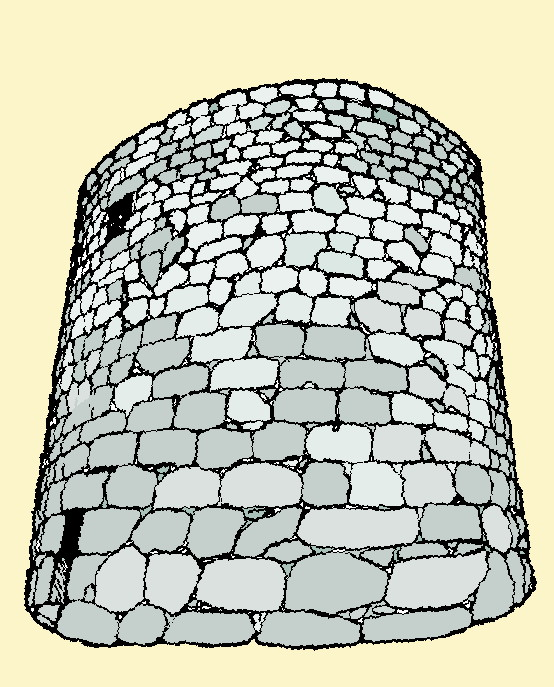
Talaiot (Turm)

## Sehenswerte Funde
Im Regionalmuseum von Artà (Museu Regional d’Artà) sind hauptsächlich Funde der Talaiot-Kultur aus der Umgebung wie Keramik, Schmuck und Bronzen zu sehen, auch von sa Canova de Morell. Es befindet sich in der Carrer de l’Estel 4 am Plaça Espanyol gegenüber dem Rathaus der Stadt Artà.